# Śāntiḥ śāntiḥ śāntiḥ
『śāntiḥ śāntiḥ śāntiḥ』（シャンティ・シャンティ・シャンティ）は、日本の女性ロック歌手・田村直美のアルバムである。2016年9月21日発売。

## 概要
田村直美のメジャー・デビュー30周年を記念して制作されたオリジナル・アルバム。
śāntiḥ(シャンティ)とはサンスクリット語で平和・至福・静寂を意味する言葉である。ヨガではśāntiḥ śāntiḥ śāntiḥと3回唱え、自分・周囲の人・世界の全ての人の平和を願う。

## 収録曲
1. The future starts today
作詞：田村直美　作曲：田村直美・角田崇徳
2. Against
作詞 作曲：D.I.E
3. Bhaja Mana
作詞：田村直美　作曲：田村直美・D.I.E
4. Stand and Fight!!
作詞：田村直美　作曲：田村直美・D.I.E
5. Starting point
作詞：田村直美　作曲：田村直美・角田崇徳
6. Gravity
作詞：田村直美　作曲：田村直美・角田崇徳
7. NUDE
作詞 作曲：田村直美
8. śāntiḥ śāntiḥ śāntiḥ
作詞：田村直美　作曲：田村直美・角田崇徳
9. Fireworks
作詞：田村直美　作曲：田村直美・D.I.E
10. Wonderland
作詞：田村直美　作曲：DJ HACK・KAKERU

## レコーディング参加
- Guitar 　是方博邦・野村義男・MOTO・Anzi
- Bass 　  太田要・かわいしのぶ・河辺真
- Drums　永井利光・GRACE・Ryo Yamagata
- Pf& Programing　D.I.E
- Programing　　角田崇徳・DJ HACK